# 2016年陕西客车劫持纵火案
2016年陕西客车劫持纵火案是2016年4月28日，西安福银高速蓝田段一辆长途客车上发生的暴力杀人纵火案。客车被烧成空壳，造成8人死亡，5人受伤。
省委书记娄勤俭、省长胡和平作出批示。有迹象显示这可能是一起恐怖袭击，幕后主使是东突恐怖组织。三名维吾尔族暴徒劫持客车为撞油罐车企图造成重大人员伤亡，遭司机拒绝后杀人并用汽油纵火。
西安警方微博中，将袭击仅归为普通刑事案件。但在官方对企业发出《防控反恐工作的紧急通知》中，将案件称为“东突分子暴恐袭击事件”，要求避免人员密集场所活动、不明身分的人员聚集（尤其是維吾爾族人）。